# Tatra T813

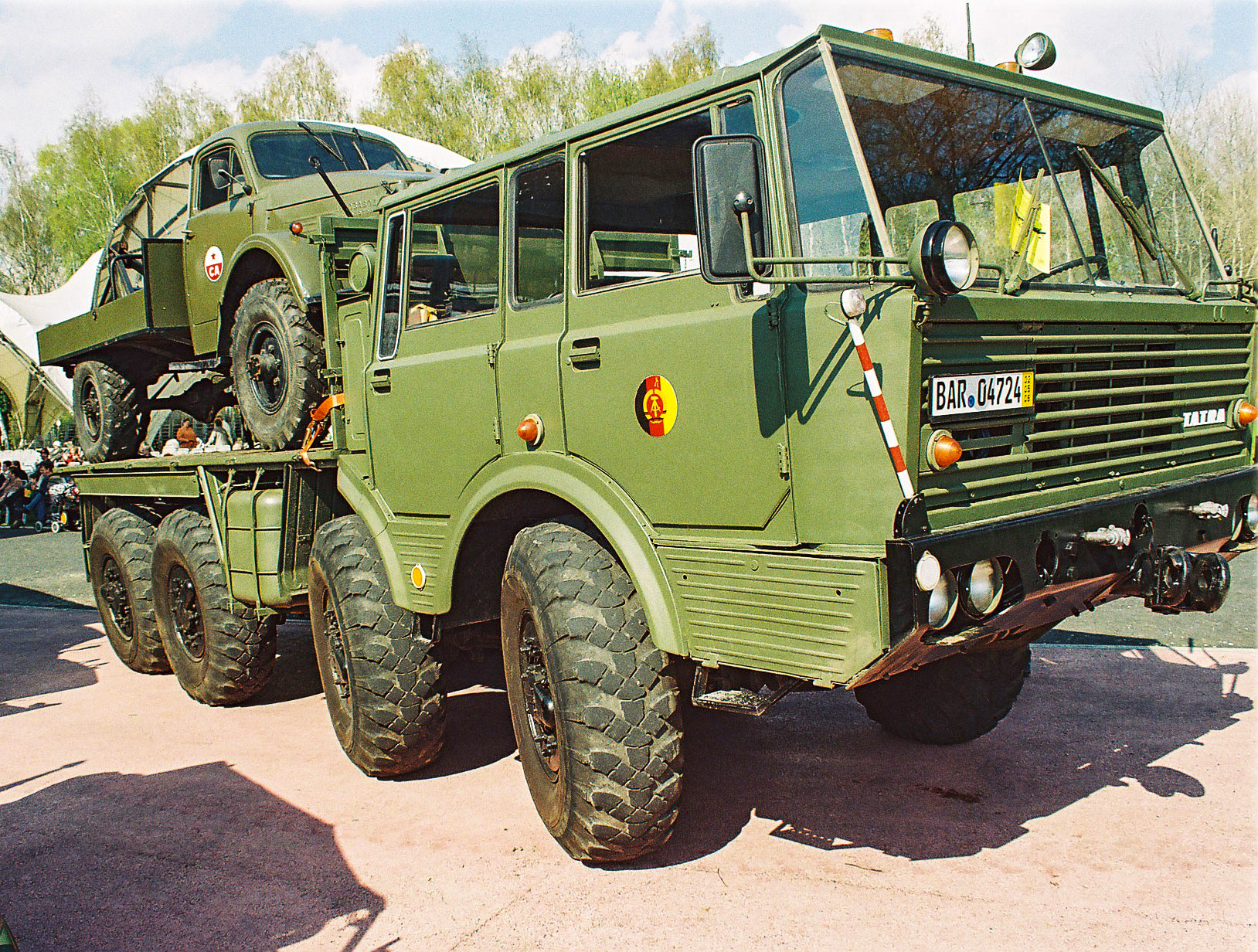
Tatra T813

Tatra T813 är en lastbilsmodell som tillverkades i forna Tjeckoslovakien av företaget Tatra.
Den första prototypen byggdes redan 1960 utifrån chassit på en Tatra T138, och fick fyrhjulsdrift. Efter de inledande testerna beslutade sig ingenjörerna för att utveckla konceptet till 8x8-hjulsdrift, vilket blev basmodellen. Serietillverkning startade 1967 med hjuluppsättningarna 4x4, 6x6 eller 8x8 och fanns både för civilt och militärt bruk. Modellens efterföljare heter Tatra T815, och tog över 1983.